# Valentin Faltin
Valentin Faltin, polnisch Walenty Falten († 1493 oder 1494) war ein Glocken- und Kanonengießer in Polen.
Faltin war deutscher Herkunft und lebte in Krakau und Lemberg.